# Mount Carmel, Tennessee
Mount Carmel är en ort i Hawkins County i delstaten Tennessee, USA.